# جان فيليون
جان فيليون هو سياسي كندي، ولد في 22 مارس 1951 في مدينة كيبك في كندا. نشط حزبياً في الحزب الكيبيكي. وقد انتخب عضو الجمعية الوطنية في كيبك ‏.